# Meore Ojurei
Meore Ojurei (en georgiano: მეორე ოხურეი) o Ojurei II (en abjasio: Охурей II) es una aldea que pertenece a la parcialmente reconocida República de Abjasia, dentro del distrito de Ochamchire, aunque de iure es parte del municipio de Ochmachire de la República Autónoma de Abjasia de Georgia.

## Geografía
Meore Ojurei se encuentra a orillas del río Galizdga, a 19 km de Ochamchire. La aldea se administra desde el pueblo de Ojurei.  